# Rhaphuma nigrolineata
Rhaphuma nigrolineata är en skalbaggsart som beskrevs av Maurice Pic 1915. Rhaphuma nigrolineata ingår i släktet Rhaphuma och familjen långhorningar.
Artens utbredningsområde är Tibet. Inga underarter finns listade i Catalogue of Life.